# Jakmeni
Jakmeni (w transliteracji z pisma klinowego Ia-ak-me-ni) – król Asyrii według Asyryjskiej listy królów, syn Jakmesi i ojciec Jazkur-Ela.